# Chen Jin
Chen Jin (født 10. januar 1986 i Handan) er en tidligere kinesisk badmintonspiller. 
Ved VM i Paris i 2010 vandt han guld i herresingle ved at besejre Taufik Hidayat fra Indonesien i finalen med 21-13 i første sæt og 21-15 i andet sæt. n I 2008 deltog Chen Jin i de Olympiske lege i Beijing, hvor han tabte til sin landsmand Lin Dan i semifinalen og efterfølgende sikrede sig bronzemedaljen i herresingle ved at slå Lee Hyun Il fra Sydkorea 21-16 12-21 21-14.